# Фридлендеровская пневмония
Фридле́ндеровская пневмони́я — воспаление лёгких, вызванное бактериями вида Klebsiella pneumoniae. Сопровождается кашель с выделением мокроты с характерным запахом «горелого мяса», что облегчает диагностику заболевания.

## Причины
Инфицирование лёгких бактериями Klebsiella pneumoniae.

## Симптомы
Повышается температура тела, затем появляется кашель с выделением красно-бурой мокроты с запахом «горелого мяса», это характерный признак именно фридлендеровской, а не других видов пневмонии, что облегчает диагностику. При вовлечении в воспалительный процесс плевры появляется боль в грудной клетке при вдохе, становясь постепенно нестерпимыми. Лихорадка держится на длительное время, спадает на 14-й день.

## Осложнения
Как было написано выше, фридлендеровскся пневмония осложняется присоединением плеврита. При отсутствии лечения присоединяются другие бактерии, появляются абсцессы лёгких.

## Также по теме
- Пневмония
- Плеврит
- Зловонная мокрота
- Абсцесс лёгкого